# 武田和馬
武田 和馬（たけだ かずま、2002年8月31日 - ）は、日本の陸上競技選手。岩手県滝沢市出身。法政大学社会学部卒業。現在は花王陸上競技部に所属している。

## 経歴
滝沢市立滝沢南中学校、一関学院高等学校、法政大学出身。

### 大学時代

#### 大学1年次
1月に開催された第98回箱根駅伝では山下り6区を走り、区間2位の力走でチームの3年ぶりのシード権獲得に大きく貢献した。

#### 大学2年次
1月に開催された第99回箱根駅伝では昨年に続いて6区を担当。順位を8位から5位に押し上げる走りで2年連続のシード権獲得に貢献した。第26回日本学生ハーフマラソン選手権では1時間02分57秒で6位に入った。

#### 大学3年次
6月に行われた第55回全日本大学駅伝選考会では2組で組11位だった。チームは13位に終わり2年連続で選考会突破を逃した。10月の出雲全日本大学選抜駅伝競走に初めて出場。各校のエース級の選手が集まる3区を走り、区間8位だった。1月の第100回箱根駅伝では3年連続となる6区を走り、自身初の区間賞を獲得した。また、チームは3年連続のシード権となる6位に入った。

#### 大学4年次
6月に行われた第56回全日本大学駅伝選考会では最終組で自己ベストを更新する組10位の走りをみせたが、8人全員が完走することはできず、3年連続で選考会突破を逃した。
10月の出雲駅伝では4区を担当し、区間5位（チームは9位）。
2025年1月の第101回箱根駅伝では1区を担当したが、区間15位に終わる。チームは総合15位となり、シード権を逃した。

## 戦績・記録

### 大学三大駅伝戦績
| 学年               | 出雲駅伝                    | 全日本大学駅伝           | 箱根駅伝                           |
| ------------------ | --------------------------- | ------------------------ | ---------------------------------- |
| 1年生 （2021年度） | 第33回 不出場               | 第53回 ー － ー 出走なし | 第98回 6区-区間2位 58分40秒        |
| 2年生 （2022年度） | 第34回 ー － ー 出走なし    | 第54回 不出場            | 第99回 6区-区間5位 59分18秒        |
| 3年生 （2023年度） | 第35回 3区-区間8位 25分36秒 | 第55回 不出場            | 第100回 6区-区間賞 58分02秒        |
| 4年生 （2024年度） | 第36回 4区-区間5位 17分58秒 | 第56回 不出場            | 第101回 1区-区間15位 1時間02分55秒 |

## 自己ベスト
- 5000m - 13分53秒53（2023年4月2日：第57回東京六大学対校陸上競技大会）
- 10000m - 28分57秒70（2024年6月23日：第56回全日本大学駅伝対校選手権大会関東学生陸上競技連盟推薦校選考会）
- ハーフマラソン - 1時間02分48秒（2023年11月19日：第36回上尾シティハーフマラソン）